# Le Soir, des lions...
Le Soir, des lions… est un album et un spectacle de François Morel. Il a écrit (avec Reinhardt Wagner) et interprète quatorze chansons dans un récital dont la mise en scène est assurée par Juliette. Il est accompagné par trois musiciens : Antoine Sahler au piano (qui s'est occupé de la composition des musiques avec Reinhardt Wagner), Lisa Cat-Berro au saxophone et Muriel Gastebois à la batterie.
Le spectacle fut à l'origine représenté au Théâtre du Rond-Point du 26 mai au 27 juin 2010 avant d'entamer un tournée à travers la France. En plus des chansons de l'album, il reprend Mourir sur scène de Dalida dans une forme plus épurée ou encore La Marche nuptiale de Georges Brassens.
L'album est sorti le 29 mars 2010.

## Liste des titres
Toutes les paroles sont écrites par François Morel, toute la musique est composée par Reinhardt Wagner et Antoine Sahler.
| 1.    | Faut pas exagérer                            | 4:16 |
| 2.    | Cas sociaux                                  | 3:04 |
| 3.    | Le Bon Dieu entre nous                       | 3:18 |
| 4.    | La Fille du GPS (En duo avec Yolande Moreau) | 4:52 |
| 5.    | L’Épouvantail                                | 2:45 |
| 6.    | C'est pas                                    | 2:33 |
| 7.    | Pas belle                                    | 2:35 |
| 8.    | Éloge de la lecture                          | 4:17 |
| 9.    | La sera, leoni ...                           | 3:43 |
| 10.   | Fatigué fatigué                              | 2:57 |
| 11.   | Petit homme                                  | 2:31 |
| 12.   | C'était comment déjà                         | 3:16 |
| 13.   | La Bassine                                   | 3:06 |
| 14.   | C'est pourquoi qu'on vit                     | 2:05 |
| 45:18 |                                              |      |